# Internationale Filmfestspiele von Venedig 1995
Die 52. Internationalen Filmfestspiele von Venedig fanden vom 30. August bis 9. September 1995 statt.

## Jury
Für den Spielfilmwettbewerb des Festivals wurde folgende Jury berufen:
| Jorge Semprún         | Jurypräsident, Schriftsteller |
| Guglielmo Biraghi     | italienischer Filmkritiker    |
| Jean-Pierre Jeunet    | französischer Regisseur       |
| Abbas Kiarostami      | iranischer Regisseur          |
| Margarethe von Trotta | deutsche Filmemacherin        |
| Mario Martone         | italienischer Regisseur       |
| Peter Rainer          | Filmkritiker                  |
| Moses Rothman         | Filmkritiker                  |

## Filme im Wettbewerb
Am Wettbewerb des Festivals nahmen folgende Filme teil:
| Originaltitel                 | deutscher Titel                                | Regisseur                               | Land                   |
| ----------------------------- | ---------------------------------------------- | --------------------------------------- | ---------------------- |
| Clockers                      | Clockers                                       | Spike Lee                               | Vereinigte Staaten     |
| A Comédia de Deus             | Die göttliche Komödie                          | João César Monteiro                     | Portugal               |
| The Crossing Guard            | Crossing Guard – Es geschah auf offener Straße | Sean Penn                               | Vereinigte Staaten     |
| La Cérémonie                  | Biester                                        | Claude Chabrol                          | Frankreich             |
| Guantanamera                  | Guantanamera                                   | Tomás Gutiérrez Alea, Juan Carlos Tabío | Kuba                   |
| In the Bleak Midwinter        | Ein Winternachtstraum                          | Kenneth Branagh                         | Vereinigtes Königreich |
| Kardiogramma                  | Kardiogramma                                   | Dareschan Omirbajew                     | Kasachstan             |
| Maboroshi no hikari           | Maboroshi – Das Licht der Illusion             | Hirokazu Koreeda                        | Japan                  |
| Nothing Personal              | Grenzenloser Haß                               | Thaddeus O’Sullivan                     | Vereinigtes Königreich |
| Pasolini, un delitto italiano | Pasolini, un delitto italiano                  | Marco Tullio Giordana                   | Italien                |
| Romanzo di un giovane povero  | Romanzo di un giovane povero                   | Ettore Scola                            | Italien                |
| Sin remitente                 | Sin remitente                                  | Carlos Carrera                          | Mexiko                 |
| Der Totmacher                 | Der Totmacher                                  | Romuald Karmakar                        | Deutschland            |
| L'uomo delle stelle           | Der Mann, der die Sterne macht                 | Giuseppe Tornatore                      | Italien                |
| De Vliegende Hollander        | Der fliegende Holländer                        | Jos Stelling                            | Niederlande            |
| Xích lô                       | Cyclo                                          | Trần Anh Hùng                           | Vietnam                |

## Preisträger
| Preis                               | Film                                                 | Preisträger |
| ----------------------------------- | ---------------------------------------------------- | --- |
| Goldener Löwe (bester Film)         | Cyclo (Xích lô)                                      | Trần Anh Hùng |
| Spezialpreis der Jury               | Die göttliche Komödie Der Mann, der die Sterne macht | João César Monteiro Giuseppe Tornatore                                                                                           |
| Coppa Volpi (bester Darsteller)     | Der Totmacher                                        | Götz George |
| Coppa Volpi (beste Darstellerin)    | Biester                                              | Sandrine Bonnaire, Isabelle Huppert                                                                                              |
| Coppa Volpi (beste Nebendarsteller) | Grenzenloser Haß Romanzo di un giovane povero        | Ian Hart Isabella Ferrari |
| Leone Speciale für ihr Lebenswerk   |                                                      | Woody Allen, Giuseppe De Santis, Goffredo Lombardo, Ennio Morricone, Alain Resnais, Martin Scorsese, Alberto Sordi, Monica Vitti |